# Palaeohyphantes
Palaeohyphantes simplicipalpis es una especie de araña araneomorfa de la familia Linyphiidae. Es el único miembro del género monotípico Palaeohyphantes.

## Distribución
Se encuentra en Nueva Gales del Sur en Australia.  